# امیل ودره
 امیل ودره (انگلیسی: Marcel Émile Verdet؛ زاده ۱۳ مارس ۱۸۲۴ درگذشته ۳ ژوئن ۱۸۶۶) یک فیزیک‌دان اهل فرانسه بود.